# Haus Dr. Perlia
Das Haus Dr. Perlia in Bremen-Östliche Vorstadt, Ortsteil Fesenfeld, Humboldtstraße 7, stammt von 1930. 
Das Gebäude steht seit 1996 unter Bremischen Denkmalschutz.

## Geschichte
Das dreigeschossige verklinkerte Wohnhaus mit einem hohen Sockelgeschoss und einer Praxis wurde in der Zwischenkriegszeit 1929/30 nach Plänen von Otto Blendermann gebaut. Bauherr war der Frauenarzt Franz Perlia. Bemerkenswert ist die Eingangstür. 
Das Haus erhielt 1938 seinen Dacherker an der Gartenseite, den Eberhard Gildemeister plante.
Perlia war in den 1930er Jahren aktives Mitglied der Segelkameradschaft „Das Wappen von Bremen“, der 1936 als Skipper der Segelyacht Roland von Bremen bei der Bermuda-Regatta erfolgreich durch einen Orkan führte und die Regatta über den Atlantik gewann.